# Monkey Man
«Monkey Man» —en español: «Hombre mono»— es una canción de la banda británica de rock The Rolling Stones, incluida en su álbum Let It Bleed de 1969.

## Composición y grabación
Mick Jagger y Keith Richards escribieron «Monkey Man» como homenaje al artista pop italiano Mario Schifano, a quien conocieron en el set de su película Umano Non Umano! (Humano, no humano!) de 1969.
Grabada en los Olympic Studios de Londres en el mes de abril de 1969, la introducción de la canción cuenta con distintivo vibráfono, bajo y guitarra, así como piano. Richards toca el riff con la guitarra principal, así como el solo de guitarra slide, Jagger proporciona voz, el productor Jimmy Miller toca la pandereta, Nicky Hopkins toca el piano, Charlie Watts proporciona la batería, mientras Bill Wyman toca el vibráfono y el bajo. El vibráfono de Wyman se mezcla en el canal izquierdo junto con el piano de Hopkins.

## Legado
Los Stones interpretaron «Monkey Man» durante el Voodoo Lounge Tour. Una versión en vivo de la canción se encuentra en el disco Live Licks (2004).
Muchas películas y programas de televisión (como Entourage y How I Met Your Mother) han utilizado la canción. Fue versionada en un episodio de 21 Jump Street. 
También se utilizó en la película Goodfellas (1990) de Martin Scorsese. 
El quinteto de hip hop de RJD2 MHz sampleó la apertura de «Monkey Man» para su canción «World Premier». 
Phish versionó la canción durante su sesión de sábado por la tarde en el Super Ball IX, su festival de tres días que tuvo lugar en el Watkins Glen International Speedway del 1 al 3 de julio de 2011.

## Personal
Acreditados:
- Mick Jagger:voz
- Keith Richards: guitarra, coros
- Bill Wyman: bajo, Vibráfono
- Charlie Watts: batería
- Nicky Hopkins: piano
- Jimmy Miller: pandereta